# Балтийская бригада Войск охраны пограничья
Балтийская бригада Войск охраны пограничья (пол. Bałtycka Brygada Wojsk Ochrony Pogranicza) или Балтийская бригада ВОП (пол. Bałtycka Brygada WOP, сокращённо BB WOP) — территориальная бригада Войск охраны пограничья, существовавшая в 1958—1990 годах и осуществлявшая охрану морских границ Польской Народной Республики.

## История

### Бригада ВОП
Балтийская бригада Войск охраны пограничья была сформирована 1 января 1958 года на основе 15-й бригады ВОП, что было закреплено распоряжением Министерства внутренних дел ПНР № 075/58 от 22 апреля 1958 года. Бригаде в 1961 году был присвоен позывной «Платина» (пол. Platyna).
В 1962 году был утверждён новый мобилизационный план PM-62, предполагавший повышение численности подразделений в военное время. На 1 июля 1965 года по штату военного времени «W» бригада насчитывала 3247 солдат, по штату мирного времени «P» — 1570 солдат. В рамках мобилизационных задач бригада подчинялась дивизиону пограничных кораблей в Колобжеге и отдельной эскадрилье разведывательной авиации.
В 1963 году власти Кошалинского воеводства учредили новый штандарт для Балтийской бригады ВОП.
15 августа 1964 года пограничный пункт пропуска Леба и ещё три заставы (Карвя, Бяла-Гура и Леба) перешли в ведение Кашубской бригады ВОП.
В 1976 году в связи с организационными изменениям в Войсках охраны пограничья в ведение Балтийской бригады перешли ранее находившиеся под контролем Кашубской бригады ВОП пограничный пункт пропуска Леба, пограничная застава Леба и 161-й батальон ВОП в Лемборке (на основе батальона были сформированы отдельная запасная рота, техническая рота, роты охраны и регуляции движения).

### Отряд ВОП
Распоряжением Командования Войск охраны пограничья № 069 от 12 марта 1990 года на основе Балтийской бригады ВОП был сформирован Балтийский отряд Войск охраны пограничья (пол. Bałtycki Oddział Wojsk Ochrony Pogranicza)
На основании приказа Главнокомандующего Пограничной стражи № 012 от 7 мая 1991 года о роспуске подразделений Войск охраны пограничья и образовании организационных частей Пограничной стражи 16 мая 1991 года было принято распоряжение расформировать Балтийский отряд ВОП, насчитывавший по штату № 44/0142 в военное время «W» 1247 солдат и 56 гражданских служащих, в мирное время «P» — 1265 солдат и 60 гражданских служащих. На основе отряда был образован уже Балтийский отряд Пограничной стражи, получивший название в честь региона, где находился его штаб.
Тем же распоряжением был упразднён Учебный центр Балтийского отряда ВОП в Кошалине, который по штату № 44/013 насчитывал в военное время «W» 438 солдат и одного гражданского служащего, в мирное время «P» — 363 солдата и одного гражданского служащего.

## Структура

### Бригада ВОП
В состав бригады изначально входили:
- Командование, штаб и штабные отделы
- 151-й батальон ВОП[пол.] (Тшебятув)
- 152-й батальон ВОП[пол.] (Кошалин)
- 161-й батальон ВОП[пол.] (Лемборк)

В 1958—1976 годах в структуру 15-й Балтийской бригады ВОП входили:
- Командование
- Штаб
- Штабные отделы
- 151-й батальон ВОП[пол.] в Тшебятуве и пять застав
- 152-й батальон ВОП[пол.] в Кошалине и пять застав
- 161-й батальон ВОП[пол.] в Лемборке и шесть застав
- Дивизион пограничных кораблей в Колобжеге
- Пограничные пункты пропуска Дзивнув[пол.], Колобжег[пол.] (оба морские), Дарлово[пол.], Устка[пол.] и Леба[пол.] (все рыбацкие)

Организационным распоряжением Службы военной разведки № 07/WW от 28 марта 1958 года были образованы два пункта приграничной разведки Войск охраны пограничья в Сливно и Мельно.
Организационным распоряжением МВД ПНР № 0155/60 от 1 сентября 1960 года был расформирован 151-й батальон ВОП, его заставы были напрямую подчинены бригаде. Не была расформирована 2-я (разведывательная) секция ВОП. Дополнитлеьно образован пограничный пункт пропуска Мжежыно (рыбацкий).
Новое название «Балтийская бригада ВОП» утверждено распоряжениями Командования ВОП от 17 февраля и 25 июля 1976 года.

### Отряд ВОП
В состав Балтийского отряда ВОП входили:
- Командование
- Штаб
- Штабные отделы
- 13 пограничных застав
- Пограничные пункты пропуска Мжежыно, Колобжег[пол.] (оба морские), Дарлово[пол.], Устка[пол.] и Леба[пол.] (все рыбацкие)

Также на 1990 год в структуру отряда входили Пункты визуального и технического наблюдения (пол. Punkt obserwacji wzrokowo-technicznej, POWT), с которых осуществлялось наблюдение (в бинокль или подзорную трубу) и где служили выпускники Центра обучения младших офицеров и младших специалистов Балтийской бригады ВОП в Кошалине:
- POWT nr 15 Dźwirzyno
- POWT nr 16 Grzybowo
- POWT nr 17 Kołobrzeg
- POWT nr 18 Lubaszyce
- POWT nr 19 Sianożęty
- POWT nr 20 Łasin
- POWT nr 21 Gąski
- POWT nr 22 Mielenko
- POWT nr 23 Unieście
- POWT nr 24 Łazy
- POWT nr 25 Dąbkowice
- POWT nr 26 Żukowo Morskie
- POWT nr 27 Darłówko
- POWT nr 28 Kopań
- POWT nr 29 Rusinowo
- POWT nr 30 Samborze
- POWT nr 31 Królewice
- POWT nr 32 Modlinek
- POWT nr 33 Ustka
- POWT nr 34 Poddąbki
- POWT nr 35 Rowy
- POWT nr 36 Jezioro Dołgie
- POWT nr 37 Czołpino
- POWT nr 38 Rąbka
- POWT nr 39 Łeba
- POWT nr 40 Ulinia
- POWT nr 41 Stilo

## Командование бригады
Командиры бригады
- полковник Ян Тран (1 января 1958 — 11 ноября 1961)
- полковник Чеслав Стопиньский[пол.] (11 ноября 1961 — 22 января 1968)
- полковник Болеслав Лукомский (22 января 1968 — 1 июля 1970)
- полковник Казимеж Верон (1 июля 1970 — 15 июня 1973)
- полковник Станислав Семашко (15 июня 1973 — 1 августа 1978)
- полковник Стефан Домбровский (1 августа 1978 — 27 апреля 1990)

Командиры Балтийского отряда ВОП:
- полковник Гжегож Косьмидер (27 апреля 1990 — 14 февраля 1991)

Начальники отдела пограничного контроля
- капитан Эугениуш Климович
- майор Мирослав Валковяк
- майор Станислав Лукасяк
- подполковник Ежи Венковский
- подполковник Станислав Кубич